# Cervone, Berejanî
Cervone (în ucraineană Червоне) este un sat în comuna Meciîșciv din raionul Berejanî, regiunea Ternopil, Ucraina.

## Demografie
Componența lingvistică a localității Cervone
     Ucraineană (97,67%)
     Rusă (2,33%)
Conform recensământului din 2001, majoritatea populației localității Cervone era vorbitoare de ucraineană (97,67%), existând în minoritate și vorbitori de rusă (2,33%).